# Wasylisa Holszańska
Wasylisa Holszańska, zwana Biełuchą (zm. przed 25 sierpnia 1484) – księżniczka wielkolitewska, najstarsza córka księcia Andrzeja Holszańskiego i Aleksandry Druckiej. 

## Historia
W 1421 Władysław II Jagiełło rozważał poślubienie Wasylisy, zdecydował się jednak wybrać jej młodszą siostrę Zofię. W tej sytuacji wielki książę litewski Witold Kiejstutowicz, porozumiawszy się ze stryjem sióstr Holszańskich Siemionem Dymitrowicem Druckim, postanowił wydać Wasylisę za kniazia Iwana Bielskiego. W literaturze niekiedy nazywa się księżnę Bielską Biełuchą, prawdopodobnie od nazwy posiadłości Wasylisy i jej męża. W 1432 została porwana przez księcia litewskiego Świdrygiełłę wraz z dziećmi i dworem po zdobyciu przez niego Bobrujska. Z małżeństwa Wasylisy i Iwana pochodziło ośmioro dzieci:
- Iwan,
- Janusz,
- Fiodor,
- Siemion,
- Anna, żona księcia cieszyńskiego Bolesława II,
- Agnieszka, żona wojewody kijowskiego Iwana Chodkiewicza,
- córka nieznana z imienia, żona kniazia Iwana Wasylewica Ostrogskiego,
- córka nieznana z imienia, żona kniazia Dymitra Fiodorowica Odyncewicza.

Niekiedy w literaturze można spotkać błędne stwierdzenie, jakoby Wasylisa po śmierci Iwana Bielskiego wyszła ponownie za mąż za kniazia horodeńskiego Michała Siemionowica.